# Albinea
Albinea är en ort och kommun i provinsen Reggio Emilia i regionen Emilia-Romagna i Italien. Kommunen hade 8 805 invånare (2018).